# Elia Kazan
Elia Kazan (Görög: Ηλίας Καζάν) (Isztambul, 1909. szeptember 7. – New York, 2003. szeptember 28.), kétszeres Oscar-díjas amerikai filmrendező és színházi rendező.

## Élete
Elia Kazan 1909. szeptember 7-én született Isztambulban Jórgosz (Γιώργος) és Athiná (Αθηνά) Kazandzóglu gyermekeként.
1911–1913 között Németországban, 1913-tól az Egyesült Államokban élt. 1932-től a New York-i Group Színház színésze, segédrendezője, 1935-től rendezője volt. 1937-től volt rövidfilmrendező. 1938–1941 között a londoni St. James Színház tagja volt. 1940–1941 között filmszínész volt. 1945-től játékfilmrendező volt. 1947-ben Lee Strasberggel megalapította az Actor's Studio Színiiskolát, amelynek 1962-ig vezetője volt. 1963-ban a Repertery Theatre of Lincoln Center társigazgatója volt. 2003. szeptember 28-án hunyt el New Yorkban.

## Színházi rendezései
- Werfel: Jacobowsky és az ezredes
- Arthur Miller: Az ügynök halála, Bűnbeesés után, Közjáték Vichyben, Édes fiaim
- Tennessee Williams: Macska a forró bádogtetőn, A vágy villamosa, Az ifjúság édes madara

## Filmjei
- 1935 Paradicsomi állapot
- 1937 Cumberland népe
- 1940 A meghódítandó város
- 1941 Blues az éjszakában
- 1945 Egy fa nő Brooklynban
- 1947 Úri becsületszó
- 1947 Fűtenger
- 1947 Bumeráng
- 1949 Pinky
- 1950 Pánik az utcákon
- 1951 A vágy villamosa
- 1952 Viva Zapata!
- 1954 A rakparton
- 1955 Édentől keletre
- 1956 Babuci
- 1957 Egy arc a tömegben
- 1960 Vad folyó
- 1961 Ragyogás a fűben

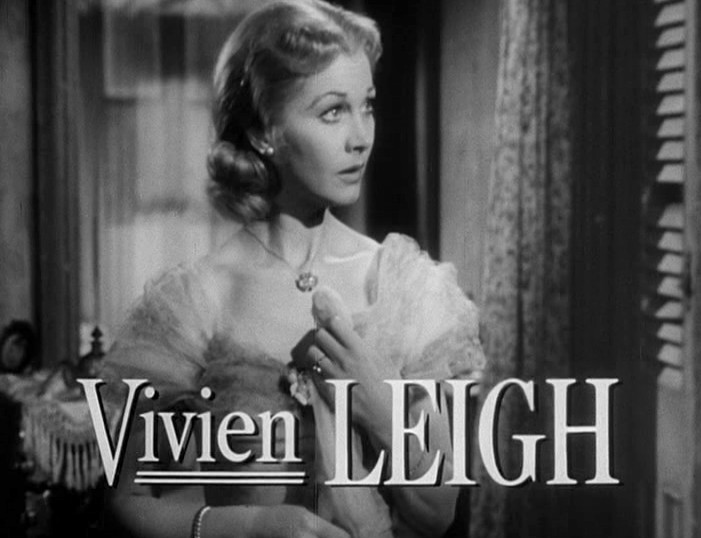
Vivien Leigh – A vágy villamosa (1951)

- 1963 Amerika, Amerika (Anatóliai mosoly)
- 1969 A megegyezés
- 1972 A látogatók
- 1976 Az utolsó filmcézár
- 2001 James Dean

## Művei
- Amerika, Amerika (1962)
- The arrangement (1967)
- The understudy (1974)
- Acts of love (1978)
- The Anatolian (1982)
- A life (önéletrajz, 1988)
- Beyond the Aegean (1994)

### Magyarul
- Amerika, Amerika; ford. Sz. Kiss Csaba; Európa, Bp., 1967 (Modern könyvtár)

## Jelentősebb díjak és jelölések
- Oscar-díj
  - 1948 díj: legjobb rendező (Úriember megállapodás)
  - 1952 jelölés: legjobb rendező (A vágy villamosa)
  - 1955 díj: legjobb rendező (A rakparton)
  - 1956 jelölés: legjobb rendező (Édentől keletre)
  - 1964 jelölés: legjobb rendező (Amerika, Amerika)
  - 1964 jelölés: legjobb film (Amerika, Amerika)
  - 1964 jelölés: legjobb eredeti forgatókönyv (Amerika, Amerika)
  - 1999 díj: Életműdíj
- Golden Globe-díj
  - 1948 díj: legjobb rendező (Úri becsületszó)
  - 1955 díj: legjobb rendező (A rakparton)
  - 1957 díj: legjobb rendező (Babuci)
  - 1964 díj: legjobb rendező (Amerikai, Amerika)
- Cannes-i fesztivál
  - 1952 jelölés: a fesztivál nagydíja (Viva Zapata!)
  - 1955 jelölés: Arany Pálma (Édentől keletre)
  - 1955 díj: legjobb drámai film (Édentől keletre)
  - 1972 jelölés: Arany Pálma (A látogatók)